# NK 오시예크
NK 오시예크(NK Osijek)는 크로아티아 오시예크를 연고로 하는 축구 클럽이다. 이 클럽은 1947년에 창단되었으며, 현재 프르바 HNL에 참가하고 있다.

## 성적
- 크로아티아 컵: 1회 우승 (1999)

## 선수 명단

### 현역
참고: FIFA 자격 규정에 따라 소속된 국가대표팀 국기를 표시합니다. 선수는 복수의 FIFA 비회원국 국적을 가지고 있을 수 있습니다.
| 번호 | 포지션 | 국적       | 이름              |
| ---- | ------ | ---------- | ----------------- |
| 7    | MF     | 크로아티아 | 베드란 유고비치   |
| 24   | FW     | 크로아티아 | 필리프 지브코비치 |

| 번호 | 포지션 | 국적 | 이름 |
| ---- | ------ | ---- | ---- |

## 역대 감독
| 감독                  | 임기        |
| --------------------- | ----------- |
| 륩코 페트로비치       | 1984 ~ 1987 |
| 안테 차치치           | 1995 ~ 1996 |
| 미로슬라브 블라제비치 | 2002        |